# Envälde
Envälde, politisk absolutism, monokrati eller autokrati (grekiska αυτοκρατία, självvälde, från αυτός, själv, och κρατείν, härska) är ett statsskick utan maktdelning där den offentliga makten utövas av en envåldshärskare eller självhärskare (autokrat) med absolut makt, till exempel diktatur, absolut monarki och tyranni. 

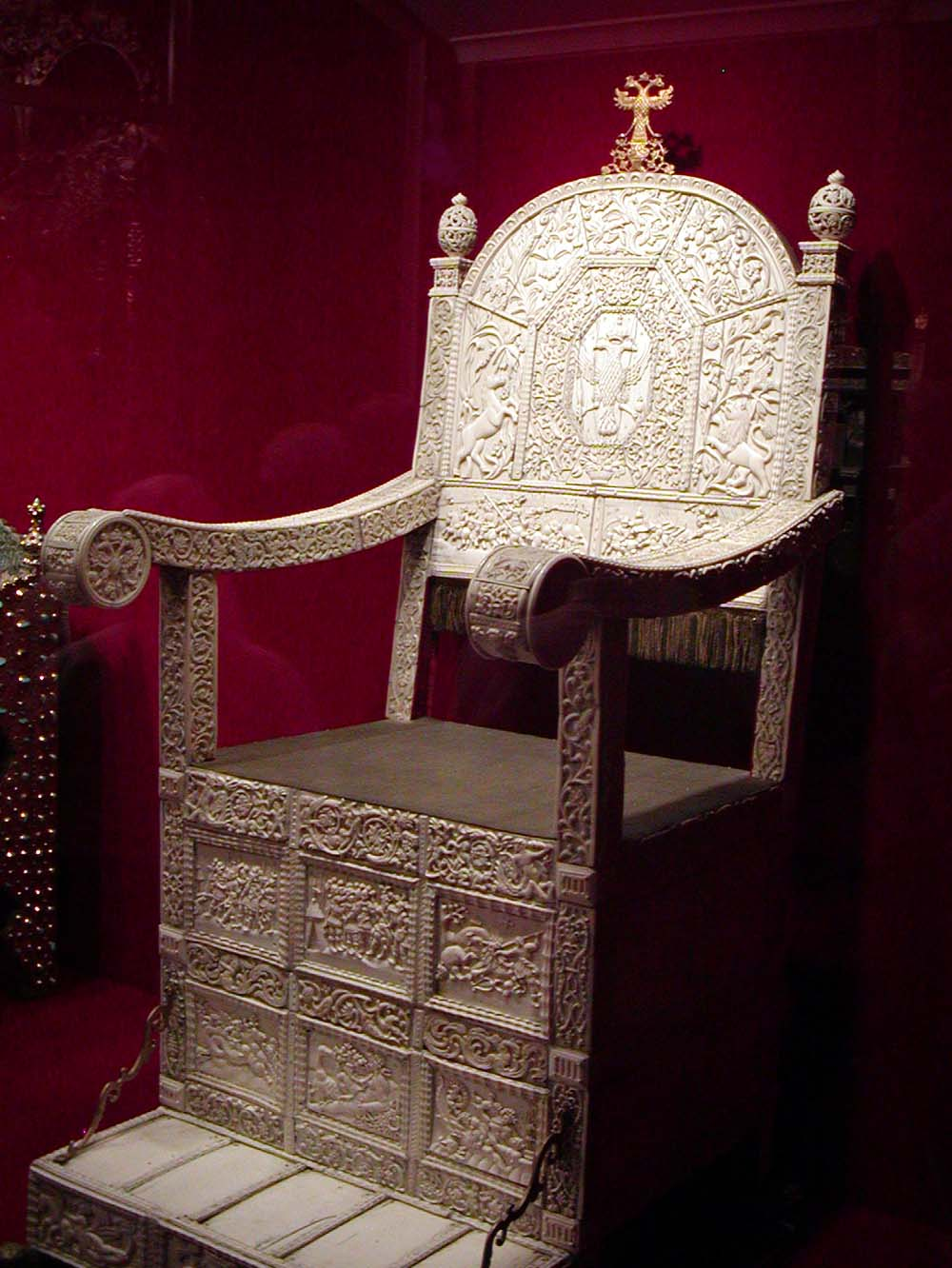
En tron är en symbol för envälde, bilden föreställer Ivan den förskräckliges tron

Envälde innebär att den härskande makten (i tidigmoderna texter ofta kallad "suveränen") har absolut makt att bestämma över samhällets styrelse, obunden av lagar som stiftats av andra, ibland även obunden av de lagar han själv stiftar. Envälde står därför först och främst i ett motsatsförhållande till den teori om maktdelning som utarbetades av Montesquieu.
Autokrati är ofta synonymt med diktatur. En distinktion är att en autokrati har makten samlad hos en person, medan en diktatur kan ha ett kollektivt styre. Diktaturen skiljer sig även från de övriga genom att den är tänkt att vara provisorisk, och att diktatorn som regel inte ärvt sin position. De ryska tsarerna hade i sin titel "Kejsare och självhärskare över hela Ryssland".
Autokrati är inte synonymt med totalitarism, men vissa former av autokrati kan vara totalitära. Dessa former av totalitarism kallas fascism, nazism eller stalinism. Traditionella former av autokrati har inte varit sådant att autokraten själv styr över alla, utan gör det med hjälp av andra. Dessa andra, vanligen en form av adel, som får fördelar genom sitt deltagande. Dessa kan i många fall ha verkat som en motvikt mot monarken/autokraten. 
I Sverige och många andra länder användes Kungadömet av Guds nåde som motivering till det rådande förhållandet. I Kina var det himmelska mandatet en liknande motivering.

## Historia
Den politiska absolutismen var en av de mest förhärskande politiska doktrinerna från 1500-talet och fram till 1700-talet.
Den ekonomiska utvecklingen i det tidigmoderna Europa ledde till en centralisering av makten som innebar framväxten av ett embryo till den senare tidens nationalstater, främst genom att kungamakten stärktes på bekostnad av den landägande adeln. De absoluta kungarna motiverade sina maktanspråk huvudsakligen genom att hänvisa till att makten givits dem "av Guds nåde": om Gud förärat dem makten genom sin nåd, skulle det vara ett brott mot Guds vilja att göra revolt mot sin rättmätige härskare. En sådan doktrin formulerades till exempel explicit av den engelske kungen Jakob I i dennes verk The True Law of Free Monarchies (1598).
En radikalt annorlunda motivering av den kungliga absolutismen gavs av den engelske filosofen Thomas Hobbes, främst i dennes verk Leviathan (1651). Hobbes jämförde med människans situation i ett tänkt naturtillstånd, där det inte fanns några stater, och där människan gavs rätt till allt som hon begärde. Men i detta tillstånd, där människor levde i ständig fruktan för varandra, rådde "allas krig mot alla" (bellum omni contra omnes), och människans liv var "ensamt, fattigt, smutsigt, djuriskt och kort" (solitary, poor, nasty, brutish and short). För att rädda sig själva undan detta tillstånd går människorna med på att ge upp sina rättigheter till förmån för en suverän, som dock måste få nästintill absolut makt att härska, om denne ska kunna upprätthålla den ordning som samhället kräver. Hobbes härleder alltså det kungliga enväldet från en radikalt rationalistisk individualism.
Problemet för anhängarna av den politiska absolutismen var dock att tidiga liberala och radikala tänkare som John Locke och Jean-Jacques Rousseau kunde använda naturrätten för att argumentera emot det kungliga enväldet: människan kunde i naturtillståndet mycket väl besluta sig för att endast ge till suveränen den makt som var absolut nödvändig för att upprätthålla den grundläggande ordningen i samhället, medan man i övrigt behöll sina friheter för sig själva. Detta ledde till att anhängarna av politisk absolutism var tvungna att motivera den politiska absolutismen utifrån dess positiva effekter för medborgarna, en ansats som i allmänhet kallas för "upplyst absolutism" eller "upplyst despotism". Så kunde till exempel Josef II sammanfatta sitt styre med "allt för folket, intet från folket". En stark kungamakt behövdes enligt denna teori för att genomföra nyttiga reformer, och kanske även för att värna de (icke-politiska) friheter som religionsfrihet och näringsfrihet, som hade börjat växa fram under upplysningstiden.
Den politiska absolutismen fick svårare att hävda sig i takt med att den framväxande borgarklassen (och senare även arbetarklassen) började ställa liberala och demokratiska reformkrav vilka successivt förverkligades genom Europa. Vid första världskrigets utbrott kan knappast något större land i Europa betraktas som en absolut monarki, även om endast ett fåtal länder helt och hållet var demokratier i modern bemärkelse.

### Sverige
I Sveriges historia brukar man, enligt den svenske historieprofessorn Dick Harrison, räkna med tre perioder av enväldiga monarker:
- Enväldet under Gustav Vasa på 1500-talet
- Det karolinska enväldet (1680–1718) under Karl XI och Karl XII; gick under i samband med Stora nordiska kriget (1700–1721)
- Det gustavianska enväldet (1772–1809) under Gustav III och Gustav IV Adolf; gick under i samband med Finska kriget (1808–1809)

### Danmark
I Danmarks historia betecknar enväldet (danska: Enevælden) perioden 1660-1849. Enväldet infördes genom en statskupp 1660 av kung Fredrik III och avskaffades 1849 genom en fredlig revolution efter Kristian VIII:s död.